# WKM-B
La mitrailleuse lourde WKM-B de 12,7 mm est une mitrailleuse lourde polonaise conçue en 1999 comme une modification polonaise de la mitrailleuse lourde soviétique NSV 12.7 Utes. Elle est produite depuis 1999 à Zakłady Mechaniczne Tarnów.
La WKM-B est une mitrailleuse conçue pour combattre la force ennemie cachée derrière des boucliers légers, des cibles au sol légèrement blindées, des cibles aériennes volant à basse altitude et des cibles de surface. La WKM-B est montée sur les bases suivantes : pilier, tank, tourelle rotative sur l’écoutille d’un véhicule blindé, trépied. Elle utilise des munitions 12,7 × 99 mm OTAN et peut être utilisée dans toutes les zones climatiques et dans toutes les conditions météorologiques et d’éclairage.